# Västerfjärden, Ingå
För andra betydelser, se Västerfjärden.
Västerfjärden är en fjärd i Finland. Den ligger i landskapet Nyland, i den södra delen av landet, 60 km sydväst om huvudstaden Helsingfors.